# Рошмор
Рошмо́р (фр. Rochemaure, окс. Ròchamaura) — коммуна во Франции, находится в регионе Рона — Альпы. Департамент коммуны — Ардеш. Административный центр кантона Рошмор. Округ коммуны — Прива.
Код INSEE коммуны 07191.

## Климат
Лето жаркое и сухое, зима мягкая, но иногда бывает достаточно холодно (-17 °C в феврале 1948 года), осень отмечена сильными дождями. Самым холодным месяцем является январь со средней температурой 4,5 °C, а самым тёплым — июль с температурой 22,5 °C. Для Рошмора характерны холодные северные мистрали. Это связано с высоким атмосферным давлением в северной Европе и низким давлением в средиземноморье. Скорость ветра может достигать 185 км/ч.
Рошмор не имеет собственной метеостанции, ближайшая расположена в Монтелимаре.
| Показатель                                 | Янв. | Фев. | Март | Апр. | Май  | Июнь | Июль | Авг. | Сен.  | Окт.  | Нояб. | Дек. | Год   |
| ------------------------------------------ | ---- | ---- | ---- | ---- | ---- | ---- | ---- | ---- | ----- | ----- | ----- | ---- | ----- |
| Средний суточный максимум, °C              | 7,7  | 9,8  | 13,3 | 16,7 | 21,1 | 25,1 | 28,9 | 27,9 | 24,1  | 18,5  | 11,9  | 7,8  | 17,7  |
| Средняя температура, °C                    | 4,5  | 6,0  | 8,6  | 11,6 | 15,5 | 19,3 | 22,5 | 21,7 | 18,6  | 14,0  | 8,3   | 4,9  | 13,0  |
| Средний суточный минимум, °C               | 1,2  | 2,3  | 3,9  | 6,5  | 9,9  | 13,5 | 16,1 | 15,6 | 13,2  | 9,4   | 4,8   | 1,9  | 8,2   |
| Норма осадков, мм                          | 67,4 | 74,7 | 71,4 | 73,3 | 88,7 | 56,3 | 35,3 | 69,6 | 107,8 | 121,8 | 79,9  | 67,1 | 913,3 |
| Источник: Relevés infoclimat de Montélimar |      |      |      |      |      |      |      |      |       |       |       |      |       |

## Население
Население коммуны на 2008 год составляло 1991 человек.
| 1962 | 1968 | 1975 | 1982 | 1990 | 1999 | 2008 |
| ---- | ---- | ---- | ---- | ---- | ---- | ---- |
| 787  | 970  | 1067 | 1789 | 1809 | 1870 | 1991 |

## Экономика
В Рошфоре есть три завода: Prefa 07, производящий бетон, Sibille, производящий арматурную сталь и Ardèch’oise, занимающийся разливом воды.
В 2007 году среди 1297 человек в трудоспособном возрасте (15-64 лет) 943 были экономически активными, 354 — неактивными (показатель активности — 72,7 %, в 1999 году было 69,1 %). Из 943 активных работали 865 человек (482 мужчины и 383 женщины), безработных было 78 (32 мужчины и 46 женщин). Среди 354 неактивных 80 человек были учениками или студентами, 129 — пенсионерами, 145 были неактивными по другим причинам.

## Достопримечательности
- Часовня Нотр-Дам-дез-Анж (XII век), исторический памятник с 27 октября 1971 года[2]
- Замок Рошмор (XII век)
- Башня Гваст (XIII век), является частью крепостной стены
- Замок Жовьяк (1597 год)
- Старый подвесной мост над Роной, был построен в 1858 году, исторический памятник с 1975 года[3]

## Фотогалерея

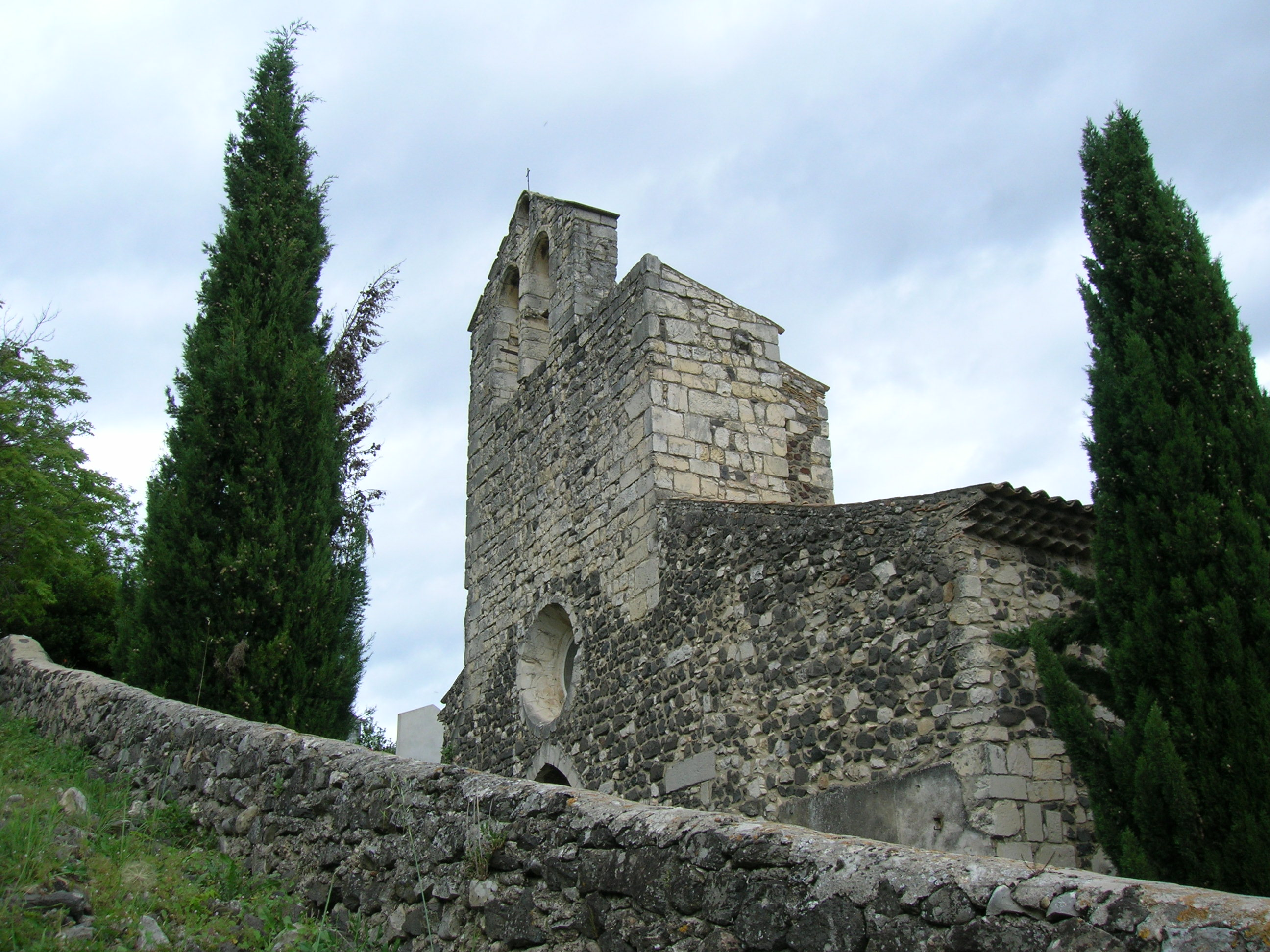
Часовня Нотр-Дам-дез-Анж
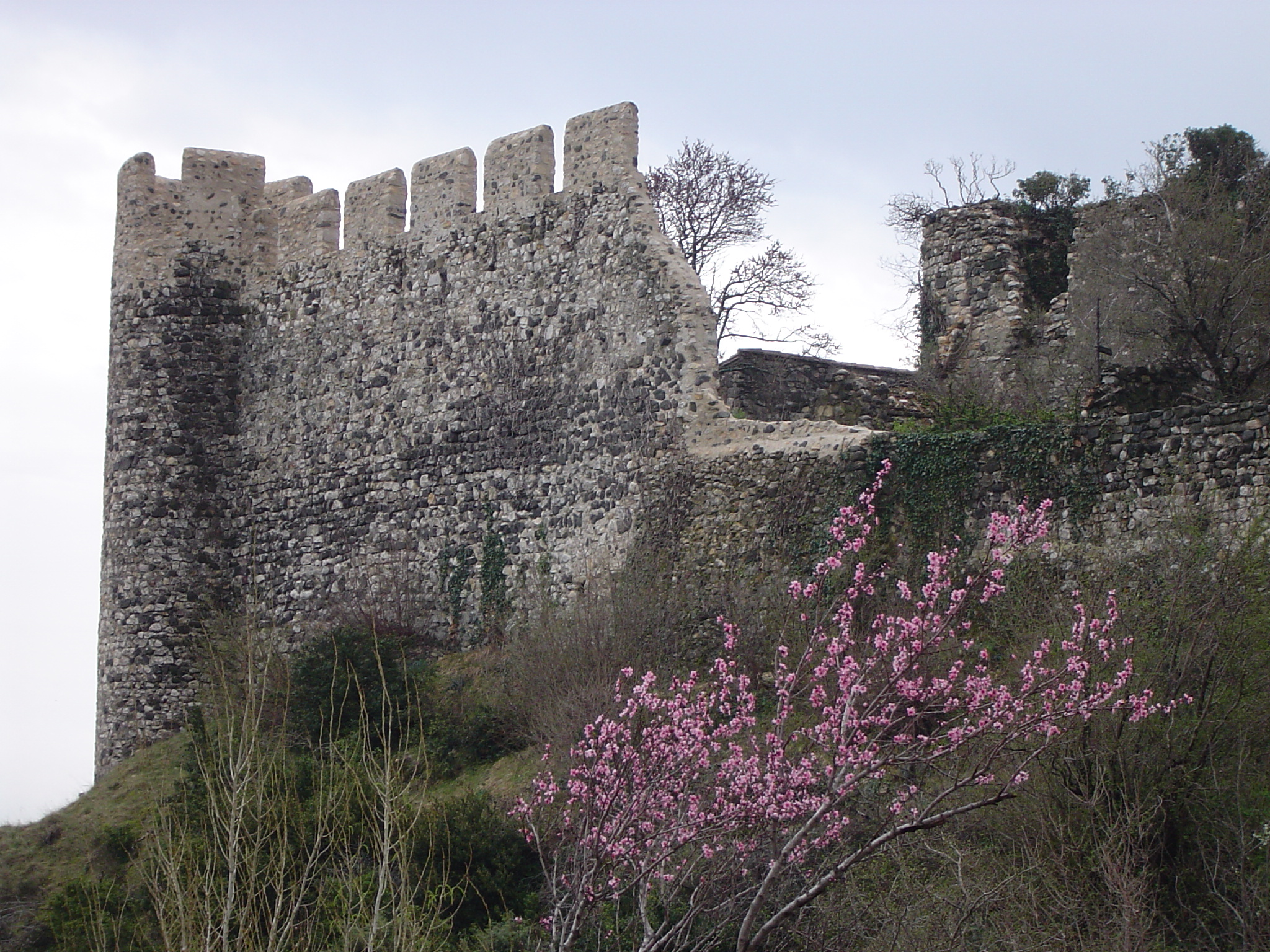
Замок Рошмор
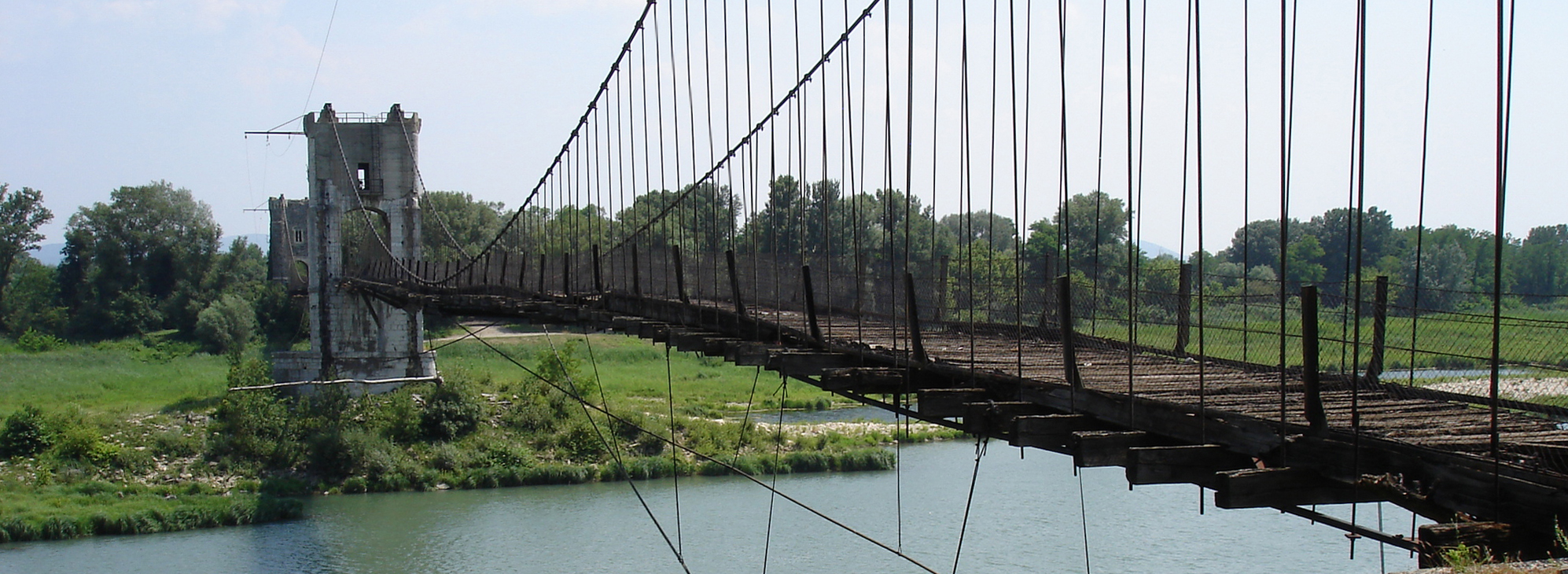
Подвесной мост
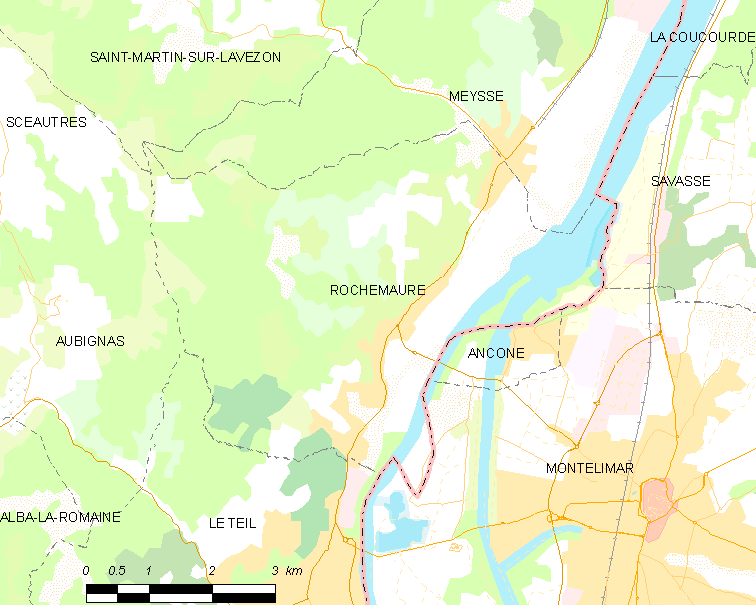
Карта коммуны